# اس‌ام‌اس ناتیلوس
اس‌ام‌اس ناتیلوس (به انگلیسی: SMS Nautilus) یک کشتی بود که طول آن ۹۸٫۲ متر (۳۲۲ فوت ۲ اینچ) بود. این کشتی در سال ۱۹۰۶ ساخته شد.